# Мадонна в скелях
«Мадонна в скелях», «Мадонна в гроті» (італ. La Vergine delle rocce) — назва двох картин італійського художника Леонардо да Вінчі, одна з яких виставлена в Луврі, а інша в Лондонській Національній галереї.

## Історія написання
Цю вівтарну картину Леонардо замовило одне релігійне братство, проте через розходження в ціні художник вирішив її залишити в себе. Закінчував він її десь між 1490 і 1494 роками. Деякі дослідники вважають, що картина не завершена.

## Копії
Версія, що зберігається в Луврі, була написана між 1483–1486 роками, або навіть раніше. Вона на 3,5 см вища і на 2 см ширша лондонської версії. Перша згадка про цю картину сягає 1625 року, тоді вона знаходилася у французькій королівській колекції.
Картини, практично, ідентичні, але перша лондонська картина написана пізніше, до 1508 року. Вважається, що над деякими її частинами працювали брати де Преді́ (de Predis). Вона писалася для капели церкви Сан-Франческо Гранде в Мілані. Церква продала її найімовірніше в 1781 році (за іншими версіями до 1785) художнику Гевіну Гамільтону, який і привіз картину до Англії. Після перебування в декількох колекціях картину «Мадонна в скелях» купила Національна галерея в 1880 році. У червні 2005 року за допомогою інфрачервоного дослідження була виявлена картина, поверх якої написана «Мадонна в скелях». Імовірно там була зображена жінка, що вклоняється, тримаючи в одній руці дитину і простягнувши другу руку. Рентгенівське і інфрачервоне дослідження виявили також багато інших авторських поправок до картини.

## Композиція і стиль
На картині зображена Діва Марія на колінах, що кладе руку на голову Івана Хрестителя. Праворуч ангел притримує немовля Ісуса, який підніс руку в жесті благословення. В луврській копії янгол показує рукою на маленького Івана Хрестителя, а в лондонській — ні. Також картини дещо відрізняються за кольором. Вся сцена сповнена ніжності і спокою, що дуже контрастує з пейзажним тлом, яке складається з стрімких скель. Цей фон і дав назву всій картині «Мадонна в скелях». Композиція твору побудована у вигляді піраміди. Леонардо передає глибину простору не тільки з допомогою геометрії, але і за допомогою розробленого ним прийому сфумато, коли обриси предметів пом'якшуються для акцентування і їх ніби огортає легка димка.

## У масовій культурі
Картина згадується в книзі Дена Брауна «Код да Вінчі», де автор стверджує, що нібито у луврській копії, не Ісус благословляє Івана Хрестителя, а навпаки — ангел підтримує Івана, а Марія обіймає Ісуса, що поклоняється Івану Хрестителю. Як доказ цього наводиться хрест, що тримає в руці немовля в лондонській копії картини. Деякі дослідники вважають, що спочатку Леонардо планував написати поклоніння немовляті Ісусу. Проте представники Лувру назвали цю версію «натягнутою», а літературний ефект, викликаний книгою «Код да Вінчі», — пародією на історію мистецтв.